# Barb Jungr
Barb Jungr, född 9 maj 1954 i Rochdale, England, Storbritannien är en brittisk sångare och låtskrivare samt författare. 
Jungr är född av tjeckiska och tyska föräldrar. Hennes sånger har ofta inslag av jazz och blues.

## Diskografi

### Soloalbum
- Bouquet of Barbs (1985)
- Bare (1999) Irregular Records
- Bare Again återlansering (2007) Premiere Jazz
- The Space In Between (2000) Linn Records
- Every Grain of Sand: Barb Jungr Sings Bob Dylan (2002) Linn Records
- Waterloo Sunset (2003) Linn Records
- Love Me Tender (2005) Linn Records
- Walking In The Sun (2006) Linn Records
- No Regrets: the remarkable Barb Jungr (2007) Australia compilation ABC Jazz
- Just Like a Woman (2008) Linn Records
- The Men I Love - The New American Songbook 8 March (2010) Naimlabel
- Man in the Long Black Coat: Barb Jungr Sings Bob Dylan (2011) Linn Records
- Stockport to Memphis (2012) Naim Jazz
- Hard Rain - the songs of Bob Dylan and Leonard Cohen (2014) Kristalyn Records
- Bare Again (2014) Kristalyn Records
- Shelter from the Storm: Songs of Hope for Troubled Times (2016) Linn Records
- Come Together: Barb Jungr and John McDaniel Perform The Beatles (2016) Kristalyn Records
- Every Grain of Sand: Barb Jungr Sings Bob Dylan (Fifteenth Anniversary Edition) (2017) Linn Records
- Float Like A Butterfly - Barb Jungr and John McDaniel Perform The Songs of Sting (2018) Kristalyn Records
- Bob, Brel and Me (2019) Kristalyn Records

### Album med Michael Parker
- Wicked (1986)
- Blue Devils (1987)
- Night and Day (1988)
- Off the Peg (1988)
- Canada (1992)

### Andra album (som bidragande artist)
- Ze Christmas Album – Blandade artister (1982)
- Hell Bent Heaven Bound II: Money the £inal £rontier – Christine Collister, Michael Parker och Helen Watson (1993)
- Durga Rising – Kuljit Bhamra och Russell Churney (1997)
- Period Pieces: Women's Songs for Men and Women – Peggy Seeger (1998)
- Ne Me Quitte Pas: Brel Songs by... – Blandade artister; sånger av Jacques Brel (1998)
- Article 14 – Blandade artister (2001)
- Nine Times Two – Blandade artister (2002)
- The Moon Behind the Clouds – Jonathan Cooper (2002)
- The Triumph of Hope Over Experience – Robb Johnson (2002)
- Darkness and Disgrace: Des de Moor and Russell Churney Perform the Songs of David Bowie – Des de Moor och Russell Churney (2003)
- The Music of BB Cooper: The Best of British Vocal Jazz – Blandade artister (2004)
- Girl Talk – Claire Martin och Mari Wilson (2005)
- And They ALL Sang Rosselsongs – Blandade artister; sånger av Leon Rosselson (2005)
- Uneasy Street – Ian Shaw (2005)
- The Magic of Kisses – Jonathan Cooper (2008)

### Fotnoter
1. ↑  Celebrities of the year: From the most boring to the most talented Arkiverad 8 maj 2009 hämtat från the Wayback Machine.